# Foto-Radio-Wegert
Die Fotogeschäftkette Foto-Radio-Wegert Filial GmbH & Co. KG (Kurzform: Wegert) war eine 1930 gegründete und im Januar 2005 in Insolvenz gegangene Handelskette mit Sitz in Berlin.
Gegründet wurde das Unternehmen von Egon Wegert 1930 als fototechnisches Labor, welches innerhalb kurzer Zeit 150 Beschäftigte zählte. Das erste Ladengeschäft wurde nach dem Zweiten Weltkrieg 1945 eröffnet. Bis 1968 steigerte sich die Zahl der Niederlassungen auf 20 und man wurde somit zum Berliner Marktführer.

## Expansion
Im fünfzigsten Firmenjahr übernahmen die Söhne Michael Wegert und Matthias Wegert die Unternehmensführung.
1988 wurden die Namensrechte für „ProMarkt“ für Berlin von der Phora Wessendorf übernommen und der erste ProMarkt eröffnet. Im Jahr der Grenzöffnung 1989 beteiligt sich die Schweizer Interdiscount mit 45 % an dem Unternehmen. In Berlin betrieben die Wegert-Brüder zudem eine Reihe von Musikhandlungen unter dem Namen City Music.
Im Zuge der Wiedervereinigung erwarb das Unternehmen 44 HO-Filialen im Jahr 1991 und baute sie zu Wegert-Filialen um. Zwei Jahre später kauften die Wegert-Brüder den Interdiscount-Anteil am Unternehmen zurück.
1997 verfügte das Unternehmen schon über 100 Foto-Radio-Wegert-Filialen und 33 ProMärkte in Berlin und den neuen Bundesländern. Die britische Kingfisher-Gruppe stieg 1998 in das Unternehmen mit 60 % ein. In diesem Jahr wurde die Phora Wessendorf und die ProMarkt (Bremen) mit 29 Märkten in Deutschland, Österreich und Luxemburg, sowie der Marke MakroMarkt übernommen.
Aufgrund von Differenzen über die zukünftige Geschäftsausrichtung der Kette verkauften die Brüder Wegert im Jahr 2000 ihren 40-Prozent-Anteil am Unternehmen an Kingfisher. Im Zuge dieser Übernahme wurde die Firmierung der Holding für die Foto-Radio-Wegert-Filialen und die ProMärkte auf ProMarkt Holding GmbH & Co. KG geändert. In der Folgezeit expandierte das Unternehmen vorwiegend in Nord- und Westdeutschland unter dem Namen MakroMarkt.
Die Holding erzielte im Geschäftsjahr 2001/2002 (März 2001 bis Februar 2002) einen Umsatz von 949 Millionen Euro mit 92 ProMarkt-Filialen und 93 Foto-Radio-Wegert-Filialen bei 3500 Mitarbeitern. Am Ende des Geschäftsjahres verbuchte die Holding einen Verlust von 42,5 Millionen Euro.

## Aufteilung
Anfang 2003 gab Kingfisher bekannt, dass die Brüder Wegert das Unternehmen für 1 Euro von ihnen zurückkaufen. Bei diesem Deal bekamen die Wegerts noch 55 Millionen Euro zur Stärkung der finanziellen Basis des Unternehmens von Kingfisher. Die 55 Millionen Euro entsprachen der ungefähren Summe des erwarteten Verlustes für das Geschäftsjahr 2002/2003.
Am 1. Mai 2003 übernahm die Foto-Radio-Wegert die zehn Berliner Filialen von Photo Dose und integrierte sie in das Unternehmen. Im November trennten sich die Wege von ProMarkt und Foto-Radio-Wegert durch die Übernahme der Foto-Radio-Wegert Filial GmbH & Co KG durch den ehemaligen Vertriebsleiter Christian John von Freyend für einen Euro. Das Fotolabor übernahm die BHG Color & Print GmbH & Co. KG aus Heidelberg.

## Insolvenz
Knapp sechs Monate nach der Übernahme der Filialen durch Christian John von Freyend wurden vom 30. Dezember 2004 bis 4. Januar 2005 52 Filialen geschlossen. Nach der Eröffnung des Insolvenzverfahrens wurden die restlichen Filialen an die Handelskette O.K.-Foto verkauft.

## Sponsoring
2001 war die Foto-Radio-Wegert GmbH & Co KG Sponsor des Berliner Fotowettbewerbs Fotomarathon.